# ویلما رودالف

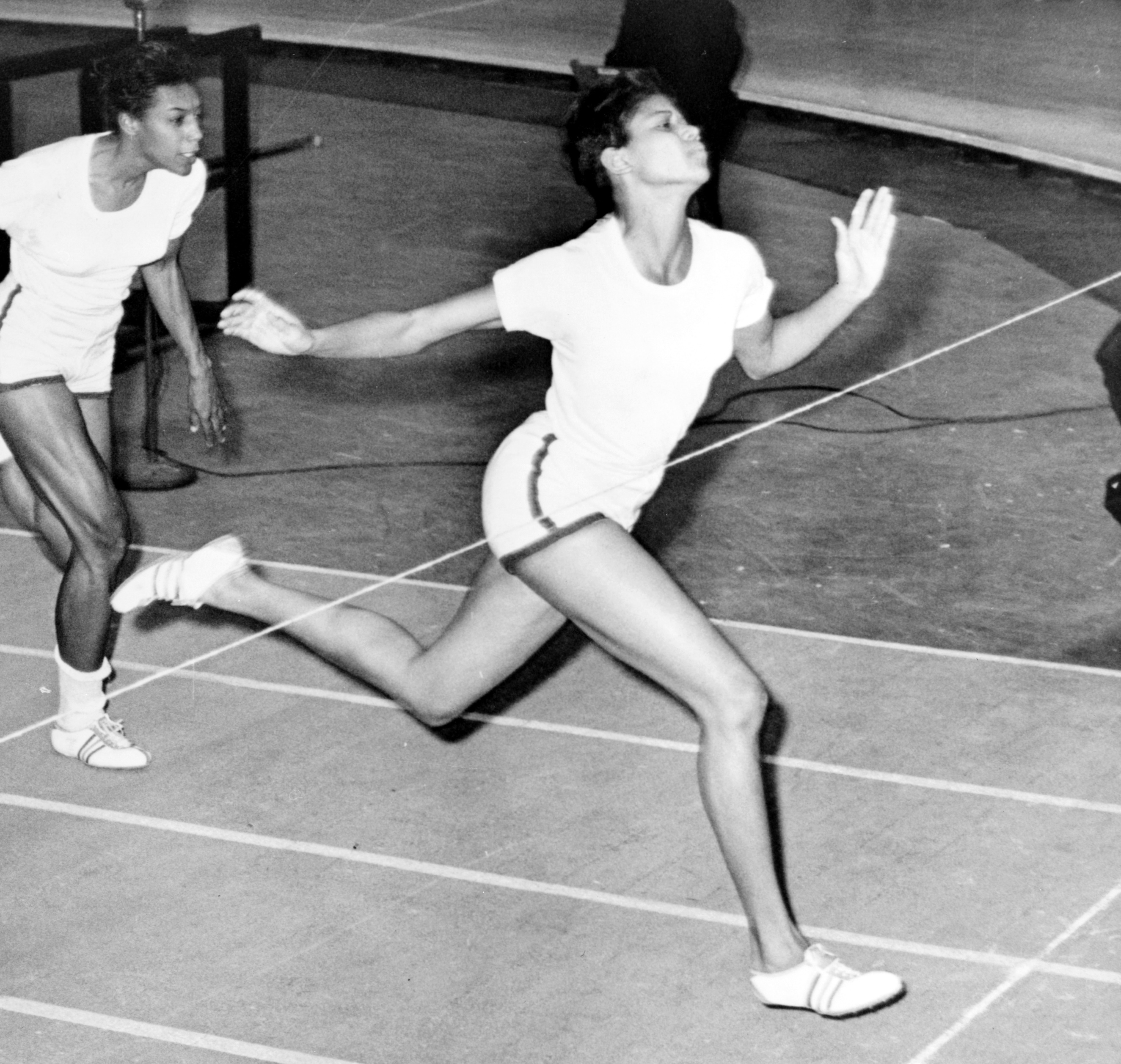
ویلما رودالف در خط پایان مسابقه دو، ۱۹۶۱

ویلما رودالف (به انگلیسی: Wilma Rudolph) (زاده ۲۳ ژوئن ۱۹۴۰ -مرگ ۱۲ نوامبر ۱۹۹۴) دونده زن آمریکایی بود. وی در دوران کودکی در آستانه فلج شدن از ناحیه کمر به پایین قرار گرفت اما با روحیه بالا نه تنها بیماری را پشت سر گذاشت که قهرمان دو ومیدانی نیز شد. ویلما رادولف نخستین زن آمریکایی است که در مسابقات المپیک رُم، موفق به کسب ۳ مدال طلا در رشته دو و میدانی زنان — دو ۱۰۰ متر سرعت ،۲۰۰ متر سرعت و ۴۰۰متر امدادی — شد. وی همچنین به جهت سبک دویدنش به «غزال سیاه» ملقب گردید. وی از سویِ آسوشیتد پرس به عنوان بهترین زن ورزشکار سالهای ۱۹۶۰ و ۱۹۶۱ شناخته شد.
او از سویِ AAU جایزه یادبود ای. سولیوان را برنده شد. پس از بازنشستگی از شرکت در مسابقات قهرمانی، وی تحصیلات دانشگاهی خو را به پایان رساند و در یک برنامه ویژهٔ آموزش ورزش برایِ بچه‌های کلیمی توسط قهرمانان ورزشی، شرکت کرد.
درگذشت
در ژوئیه ۱۹۹۴ (کمی پس از مرگ مادرش)، رودولف به سرطان مغز مبتلا شد. او همچنین به سرطان گلو مبتلا شده بود. وضعیت او به سرعت رو به وخامت رفت و در ۱۲ نوامبر ۱۹۹۴ در سن پنجاه و چهار سالگی در خانه اش در برنت وود، حومه نشویل، تنسی درگذشت.
میراث رودولف در تلاش‌های او برای غلبه بر موانعی است که شامل بیماری‌های دوران کودکی و ناتوانی جسمی برای تبدیل شدن به سریع‌ترین زن دونده جهان در سال ۱۹۶۰ می‌شود. در المپیک ۱۹۶۰ رم، او اولین زن آمریکایی بود که در یک المپیاد موفق به کسب سه مدال طلا شد. . رودولف یکی از اولین الگوهای ورزشکاران سیاهپوست و زن بود. موفقیت او در المپیک روحیه فوق‌العاده ای به جامعه زنان در ایالات متحده بخشید. علاوه بر موفقیت‌های ورزشی، رودولف به خاطر کمک‌هایش به جوانان، از جمله تأسیس و ریاست بنیاد ویلما رودولف، که ورزشکاران جوان را آموزش می‌دهد، به یاد می‌آید. زندگی او در بسیاری از نشریات، به ویژه کتاب‌هایی برای خوانندگان جوان به یادگار مانده است. زندگی رودولف در فیلم‌های مستند و فیلم‌های تلویزیونی نیز به نمایش درآمده است:
- "ویلما رودولف": قهرمان المپیک (۱۹۶۱)، به کارگردانی والتر دی هوگ، مستند ده دقیقه ای آژانس اطلاعات ایالات متحده.
-در سال ۱۹۷۷، باد گرینسپن، ویلما (همچنین به عنوان داستان ویلما رودولف شناخته می‌شود)، یک مستند درام تلویزیونی اقتباسی را از زندگینامه او با بازی شرلی جو فینی در نقش رودولف و بازیگری سیسیلی تایسون، جیسون برنارد و دنزل واشینگتن در یکی از نقش‌های اصلی تولید کرد.
-در سال ۲۰۱۵، Positive Edge Education Ltd سفارش تولید سه درام کوتاه الهام بخش برای نمایش در مدارس را به Pixel Revolution Films، یک شرکت فیلمسازی مستقر در بریتانیا، داد از جمله یکی دربارهٔ زندگی رودولف که توسط ایان و دومینیک هیگینز نوشته و کارگردانی شد.